# Guto (vaso)

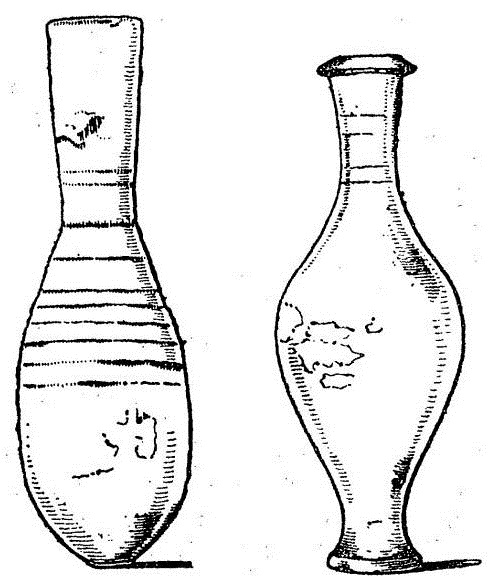
Exemplos de gutos

Guto (em latim: guttus; em grego: λήκυθος) era um vaso de bocal ou gargalo estreito do qual os líquidos eram retirados em gotas, daí seu nome. Varrão diz que durante os banquetes ele cedia lugar a outros recipientes como o cíato, mas ainda era utilizado durante as libações em ambiente doméstico. Para o seu fabrico utilizavam-se os materiais mais simples e um trabalho artístico menos elaborado. Também era hábito usá-lo para armazenar óleo, fosse à mesa ou no banho.